# Skleněný vrch (Ralská pahorkatina)
Skleněný vrch (356 m n. m.) je vrch v okrese Česká Lípa Libereckého kraje. Leží asi 1,5 km jjz. od obce Kvítkov na katastrálním území městyse Holany. Je to nejvyšší významný vrchol Zahrádecké pahorkatiny.

## Geomorfologické zařazení
Vrch náleží do celku Ralská pahorkatina, podcelku Dokeská pahorkatina, okrsku Provodínská pahorkatina, podokrsku Zahrádecká pahorkatina a Kvítkovské části.

## Přístup
Automobil lze nejblíže zanechat u spojnice Kvítkov – silnice I/15 poblíž chatové osady Podolí. Na vrchol vede odbočka z modré turistické značky od Kvítkova do Zahrádek žst.